# Lee Jong-hwa
Dans ce nom coréen, le nom de famille, Lee, précède le nom personnel.
Lee Jong-hwa (coréen : 이종화), né le 20 juillet 1963 à Tongyeong en Corée du Sud, est un joueur de football international sud-coréen qui évoluait au poste de défenseur, avant de devenir ensuite entraîneur.

## Biographie

### Carrière de joueur

#### Carrière en club
Lee Jong-hwa joue en faveur du Hyundai Horang-i puis du Ilhwa Chunma.
Il dispute un total de 161 matchs en première division sud-coréenne, marquant sept buts.

#### Carrière en sélection
Lee Jong-hwa reçoit deux sélections équipe de Corée du Sud, sans inscrire de but, en 1994. Il s'agit de deux rencontres amicales.
Il participe avec cette équipe à la Coupe du monde de 1994. Lors du mondial organisé aux États-Unis, il ne joue aucun match.

## Palmarès
| Hyundai Horang-i - Championnat de Corée du Sud : - Vice-champion : 1986 et 1991. - Coupe de la Ligue sud-coréenne (1) : - Vainqueur : 1986.                                                                    |  | Ilhwa Chunma \| - Championnat de Corée du Sud (2) : - Champion : 1993 et 1994. - Vice-champion : 1992. - Coupe de la Ligue sud-coréenne (1) : - Vainqueur : 1992. - Coupe d'Asie des clubs champions (1) : - Vainqueur : 1995. \| \| - Supercoupe d'Asie (1) : - Vainqueur : 1996. - Coupe afro-asiatique (1) : - Vainqueur : 1996. \| |
| - Championnat de Corée du Sud (2) : - Champion : 1993 et 1994. - Vice-champion : 1992. - Coupe de la Ligue sud-coréenne (1) : - Vainqueur : 1992. - Coupe d'Asie des clubs champions (1) : - Vainqueur : 1995. |  | - Supercoupe d'Asie (1) : - Vainqueur : 1996. - Coupe afro-asiatique (1) : - Vainqueur : 1996. |